# Satyrus transiens
Satyrus transiens är en fjärilsart som beskrevs av Hans Zerny 1932. Satyrus transiens ingår i släktet Satyrus och familjen praktfjärilar. Inga underarter finns listade.